# Gastrotheca
Las ranas marsupiales (Gastrotheca) son un género de anfibios anuros de América Central y Sudamérica, pertenecientes a la familia Hemiphractidae. Presentan una cavidad cutánea dorsal; los huevos son fertilizados sobre la parte baja posterior de la hembra, y se insertan en esa cavidad con la ayuda de las patas del macho. Los huevos fertilizados permanecen en contacto con los tejidos vasculares de la madre, proveyéndoles de oxígeno.

## Especies
Se reconocen las 68 siguientes según ASW:
- Gastrotheca abdita Duellman, 1987
- Gastrotheca aguaruna[2] Duellman, Barley & Venegas, 2014
- Gastrotheca albolineata (Lutz & Lutz, 1939)
- Gastrotheca andaquiensis Ruiz-Carranza & Hernández-Camacho, 1976
- Gastrotheca angustifrons (Boulenger, 1898)
- Gastrotheca antomia Ruiz-Carranza, Ardila-Robayo, Lynch & Restrepo-Toro, 1997
- Gastrotheca antoniiochoai (De la Riva & Chaparro, 2005)
- Gastrotheca aratia[2] Duellman, Barley & Venegas, 2014
- Gastrotheca argenteovirens (Boettger, 1892)
- Gastrotheca atympana Duellman, Lehr, Rodríguez & von May, 2004
- Gastrotheca aureomaculata Cochran & Goin, 1970
- Gastrotheca bufona Cochran & Goin, 1970
- Gastrotheca carinaceps Duellman, Trueb & Lehr, 2006
- Gastrotheca christiani Laurent, 1967
- Gastrotheca chrysosticta Laurent, 1976
- Gastrotheca cornuta (Boulenger, 1898)
- "Gastrotheca cuencana"
- Gastrotheca dendronastes Duellman, 1983
- Gastrotheca dunni Lutz, 1977
- Gastrotheca dysprosita[3] Duellman, 2013
- "Gastrotheca elicioi"
- Gastrotheca ernestoi Miranda-Ribeiro, 1920
- Gastrotheca espeletia Duellman & Hillis, 1987
- Gastrotheca excubitor Duellman & Fritts, 1972
- Gastrotheca fissipes (Boulenger, 1888)
- Gastrotheca flamma Juncá & Nunes, 2008
- Gastrotheca fulvorufa (Andersson, 1911)
- Gastrotheca galeata Trueb & Duellman, 1978
- Gastrotheca gracilis Laurent, 1969
- Gastrotheca griswoldi Shreve, 1941
- Gastrotheca guentheri (Boulenger, 1882)
- Gastrotheca helenae Dunn, 1944
- Gastrotheca lateonota Duellman & Trueb, 1988
- Gastrotheca lauzuricae De la Riva, 1992
- Gastrotheca litonedis Duellman & Hillis, 1987
- Gastrotheca lojana Parker, 1932
- Gastrotheca longipes (Boulenger, 1882)
- Gastrotheca marsupiata (Duméril & Bibron, 1841)
- Gastrotheca megacephala Izecksohn, Carvalho-e-Silva, and Peixoto, 2009
- Gastrotheca microdiscus (Andersson, 1910)
- Gastrotheca monticola Barbour & Noble, 1920
- Gastrotheca nebulanastes[4] Duellman, Catenazzi & Blackburn, 2011
- Gastrotheca nicefori Gaige, 1933
- Gastrotheca ochoai Duellman & Fritts, 1972
- Gastrotheca orophylax Duellman & Pyles, 1980
- Gastrotheca ossilaginis Duellman & Venegas, 2005
- Gastrotheca ovifera (Lichtenstein & Weinland, 1854)
- Gastrotheca pacchamama Duellman, 1987
- Gastrotheca pachachacae[5] Catenazzi & von May, 2011
- Gastrotheca peruana (Boulenger, 1900)
- Gastrotheca phalarosa Duellman & Venegas, 2005
- Gastrotheca phelloderma[6] Lehr & Catenazzi, 2011
- Gastrotheca piperata Duellman & Köhler, 2005
- Gastrotheca plumbea (Boulenger, 1882)
- Gastrotheca prasina[7] Teixeira, Dal Vechio, Recoder, Carnaval, Strangas, Damasceno, de Sena & Rodrigues, 2012
- Gastrotheca pseustes Duellman & Hillis, 1987
- Gastrotheca psychrophila Duellman, 1974
- Gastrotheca pulchra Caramaschi & Rodrigues, 2007
- Gastrotheca rebeccae Duellman & Trueb, 1988
- Gastrotheca recava[7] Teixeira, Dal Vechio, Recoder, Carnaval, Strangas, Damasceno, de Sena & Rodrigues, 2012
- Gastrotheca riobambae (Fowler, 1913)
- Gastrotheca ruizi Duellman & Burrowes, 1986
- Gastrotheca splendens (Schmidt, 1857)
- Gastrotheca stictopleura Duellman, Lehr & Aguilar, 2001
- Gastrotheca testudinea (Jiménez de la Espada, 1870)
- Gastrotheca trachyceps Duellman, 1987
- "Gastrotheca turnerorum"
- Gastrotheca walkeri Duellman, 1980
- Gastrotheca weinlandii (Steindachner, 1892)
- Gastrotheca williamsoni Gaige, 1922
- "Gastrotheca yacuri"
- Gastrotheca zeugocystis Duellman, Lehr, Rodríguez & von May, 2004